# العلاقات الألمانية الأوكرانية
العلاقات الألمانية الأوكرانية هي العلاقات الثنائية التي تجمع بين ألمانيا وأوكرانيا.

## مقارنة بين البلدين
هذه مقارنة عامة ومرجعية للدولتين:
| وجه المقارنة                                              | ألمانيا                                                                              | أوكرانيا                                   |
| --------------------------------------------------------- | ------------------------------------------------------------------------------------ | ------------------------------------------ |
| المساحة (كم2)                                             | 357.41 ألف                                                                           | 603.63 ألف                                 |
| عدد السكان (نسمة)                                         | 81.29 مليون                                                                          | 45.55 مليون                                |
| الكثافة السكانية (ن./كم²)                                 | 227.44                                                                               | 75.46                                      |
| العاصمة                                                   | بون، برلين                                                                           | كييف                                       |
| اللغة الرسمية                                             | اللغة الألمانية                                                                      | اللغة الأوكرانية                           |
| العملة                                                    | يورو، مارك ألماني                                                                    | هريفنا أوكرانية، كاربوفانيتس، روبل سوفييتي |
| الناتج المحلي الإجمالي (بليون دولار)                      | 3.68 تريليون                                                                         | 112.15 مليار                               |
| الناتج المحلي الإجمالي (تعادل القوة الشرائية) بليون دولار | 3.92 تريليون                                                                         | 352.98 مليار                               |
| الناتج المحلي الإجمالي الاسمي للفرد دولار أمريكي          | 41.31 ألف                                                                            | 2.11 ألف                                   |
| الناتج المحلي الإجمالي للفرد دولار أمريكي                 | 46.40 ألف                                                                            | 8.66 ألف                                   |
| مؤشر التنمية البشرية                                      | 0.926                                                                                | 0.747                                      |
| رمز المكالمات الدولي                                      | +49                                                                                  | +380                                       |
| رمز الإنترنت                                              | .de                                                                                  | .ua، .укр ‏                                 |
| المنطقة الزمنية                                           | توقيت وسط أوروبا، ت ع م+01:00، ت ع م+02:00، توقيت أوروبا الوسطى المعياري (ت غ م +1) ‏ | ت ع م+02:00، ت ع م+03:00، توقيت شرق أوروبا |

## مدن متوأمة
في ما يلي قائمة باتفاقيات التوأمة بين مدن ألمانية وأوكرانية:
- ترتبط فيرزن مع كانيف باتفاقية توأمة منذ 1981.
- ترتبط فرايبورغ مع لفيف باتفاقية توأمة منذ 1967.
- ترتبط أوبرفيشتاخ مع روفنو باتفاقية توأمة.
- ترتبط لاينفلدن-إشتردينغن مع بولتافا باتفاقية توأمة.
- ترتبط غيفهورن مع Korsun-Shevchenkivskyi [الإنجليزية]‏ باتفاقية توأمة.
- ترتبط دارمشتات مع أوجهورود باتفاقية توأمة منذ 1992.[18][18][18][18]
- ترتبط ريغنسبورغ مع أوديسا باتفاقية توأمة منذ 1969.
- ترتبط هايدلبرغ مع سيمفروبول باتفاقية توأمة منذ 1965.
- ترتبط زينغن مع Kobeliaky [الإنجليزية]‏ باتفاقية توأمة منذ 1993.[19][19][19][19]
- ترتبط Reinickendorf [الإنجليزية]‏ مع كييف باتفاقية توأمة.
- ترتبط نورنبرغ مع خاركيف باتفاقية توأمة منذ 1979.
- ترتبط Eichenau [الإنجليزية]‏ مع فيشهورود باتفاقية توأمة.
- ترتبط دورن مع ستري باتفاقية توأمة.
- ترتبط Steglitz-Zehlendorf [الإنجليزية]‏ مع خاركيف باتفاقية توأمة منذ 1966.[20][20][20][20]
- ترتبط فولفراتسهاوزن مع برودي باتفاقية توأمة.
- ترتبط بوخوم مع دونيتسك باتفاقية توأمة منذ 1950.[21][21][21][21]
- ترتبط ليبه مع لوتسك باتفاقية توأمة منذ 28 نوفمبر 2014.[22][22][23][23]
- ترتبط بارزينغهاوزن مع كوفل باتفاقية توأمة.[24]
- ترتبط لايبزيغ مع كييف باتفاقية توأمة منذ 1 سبتمبر 1973.[25][26][27][28]
- ترتبط رادبويل مع أوبوخيف باتفاقية توأمة.
- ترتبط ميونخ مع كييف باتفاقية توأمة منذ 1 أبريل 1996.[29][30][31][32]
- ترتبط أوستفيلدرن مع بولتافا باتفاقية توأمة.
- ترتبط ميمينجين مع تشرنيغوف باتفاقية توأمة منذ 3 أبريل 2009.[33][34][35][36]
- ترتبط فيلدرشتات مع بولتافا باتفاقية توأمة.
- ترتبط أوبرهاوزن مع زاباروجيا باتفاقية توأمة منذ 20 مايو 1986.
- ترتبط ماغديبورغ مع زاباروجيا باتفاقية توأمة منذ 1987.
- ترتبط بادن بادن مع يالطا باتفاقية توأمة منذ 1961.
- ترتبط تسيله مع سومي باتفاقية توأمة منذ 1989.
- ترتبط بورنا مع إربين باتفاقية توأمة.
- ترتبط فالزروده مع كوفل باتفاقية توأمة.
- ترتبط لودفيغسبورغ مع إيفباتوريا باتفاقية توأمة.

## منظمات دولية مشتركة
يشترك البلدان في عضوية مجموعة من المنظمات الدولية، منها:
| علم المنظمة | اسم المنظمة                               | تاريخ انضمام ألمانيا | تاريخ انضمام أوكرانيا |
| ----------- | ----------------------------------------- | -------------------- | --------------------- |
|             | مؤسسة التمويل الدولية                     | 20 يوليو 1956        | 18 أكتوبر 1993        |
|             | يونسكو                                    | 11 يوليو 1951        | 12 مايو 1954          |
|             | مجموعة أستراليا                           | 1985                 | 2005                  |
|             | مجموعة الموردين النوويين                  | ?                    | ?                     |
|             | مؤسسة التنمية الدولية                     | 24 سبتمبر 1960       | 27 مايو 2004          |
|             | نظام تحكم تكنولوجيا القذائف               | 1987                 | 1998                  |
|             | المركز الدولي لتسوية المنازعات الاستشارية | 18 مايو 1969         | 7 يوليو 2000          |
|             | وكالة ضمان الاستثمار متعدد الأطراف        | 12 أبريل 1988        | 19 يوليو 1994         |
|             | منظمة حظر الأسلحة الكيميائية              | 29 أبريل 1997        | ?                     |
|             | الاتحاد الدولي للاتصالات                  | 1866                 | 7 مايو 1947           |
|             | الأمم المتحدة                             | 18 سبتمبر 1973       | 24 أكتوبر 1945        |
|             | منظمة الشرطة الجنائية الدولية             | ?                    | ?                     |
|             | البنك الدولي للإنشاء والتعمير             | 14 أغسطس 1952        | 3 سبتمبر 1992         |
|             | منظمة الأمن والتعاون في أوروبا            | 25 يونيو 1973        | 30 يناير 1992         |
|             | الفريق المعني برصد الأرض                  | ?                    | ?                     |
|             | الاتحاد البريدي العالمي                   | 1 يوليو 1875         | ?                     |
|             | منظمة التجارة العالمية                    | ?                    | 16 مايو 2008          |
|             | المنظمة الهيدروغرافية الدولية             | ?                    | ?                     |
|             | المنظمة الأوروبية لسلامة الملاحة الجوية   | 1960                 | 2004                  |
|             | مجلس أوروبا                               | 13 يوليو 1950        | 9 نوفمبر 1995         |
|             | اتفاقية السماوات المفتوحة                 | ?                    | ?                     |

## أعلام
هذه قائمة لبعض الشخصيات التي تربطها علاقات بالبلدين:
- ألكسندر ساتشكو (لاعب كرة مضرب ألماني، 12 نوفمبر 1980 – )
- ألمان البحر الاسود
- أولكساندر كوتشر (لاعب كرة قدم أوكراني، 22 أكتوبر 1982[59] – )
- بن كلاسن (سياسي أمريكي، 20 فبراير 1918 – 6 أغسطس 1993)
- تانيا شفتشينكو (26 يوليو 1977[60] – )
- داني شاهين (لاعب كرة قدم ألماني، 9 يوليو 1989[61] – )
- دينيس بريشينينكو (لاعب كرة قدم ألماني، 17 فبراير 1992[62] – )
- رومان نويشتتر (لاعب كرة قدم ألماني، 18 فبراير 1988[63] – )
- فاديم فيزينغ (رياضياتي أوكراني، 25 مارس 1937 – 23 أغسطس 2017)
- يفيم بغولوبوف (14 أبريل 1889[64] – 18 يونيو 1952[64])
- يوليا بيجيلزيمير (لاعبة كرة مضرب أوكرانية، 20 أكتوبر 1983 – )

## وصلات خارجية
- موقع وزارة الخارجية الألمانية
- موقع وزارة الخارجية الأوكرانية